# کاری آرون‌پورو
کاری آرون‌پورو (انگلیسی: Kari Aronpuro؛ زادهٔ ۳۰ ژوئن ۱۹۴۰) شاعر اهل فنلاند است.
وی همچنین برندهٔ جوایزی همچون جایزه اینو لینو شده‌است.